# 生田真人
生田 真人（いくた まさと、1952年5月30日 - ）は、日本の地理学者。立命館大学名誉教授。専門は経済地理学。日本と東南アジアの大都市の産業立地問題や都市政策、あるいは都市生活者について研究する。

## 経歴
大分県宇佐市生まれ。
1976年に鹿児島大学法文学部を卒業して、大阪市立大学大学院文学研究科博士課程前期博士課程に入学した。
1980年に博士課程後期博士課程を中途退学して、東京都立大学理学部助手となった。
1985年に大阪市立大学経済研究所講師に転じ、1988年に助教授に昇任、大学院経営学研究科も併任した。
1992年から1993年にかけて、マレーシアのマラヤ大学に客員研究員として、発展途上国社会の実情に接した。
1996年に立命館大学文学部教授に転じ、1998年から1999年にかけては立命館・UBCジョイントプログラム・オンサイト教務主任としてブリティッシュコロンビア大学に赴いた。立命館大学では、地理学専攻や地域観光学専攻の教育に関わり、また2001年から2004年にかけて、教学部副部長を務めた。
2002年、「マレーシアの都市開発 歴史的アプローチ」により、大阪市立大学より博士（文学）を取得した。
2004年から2005年にかけて、シンガポールの東南アジア研究所 (ISEAS)客員研究員、香港大学客員研究員、マレーシアサインズ大学客員教授となり、さらに2010年には ISEAS 客員研究員、ブリティッシュコロンビア大学アジア研究所 (Institute of Asian Research) 客員教授となった。
2011年から2014年にかけては、立命館大学評議員を務めた。
2018年、立命館大学を定年退職し、名誉教授となった。
この間、経済地理学会、日本地理学会、人文地理学会で、さまざまな役職を歴任した。

## おもな著書

### 単著
- 『大都市消費者行動論-消費者は発達する-』（古今書院、1991年）
- 『マレーシアの都市開発ー歴史的アプローチー』（古今書院、2001年）
- 『関西圏の地域主義と都市再編－地域発展の経済地理学－』（ミネルヴァ書房、2008年）
- 『東南アジアの大都市圏―拡大する地域統合―』（古今書院、2011年）

### 分担著書
- 『世界の大都市シリーズ6 バンコク・クアラルンプル・シンガポール・ジャカルタ』（東京大学出版会、1989年）
- 『ビジターズ・インダストリーの発見』（近畿商工会議所連合会、1998年）
- 『アジアの大都市3 クアラルンプル・シンガポール』（日本評論社、2000年）

他多数。